# ナイキ・ディーコン
ナイキ・ディーコン（英: Nike-Deacon）は、アメリカ合衆国の観測ロケット。1953年11月19日から1957年9月18日まで計18回打ち上げられ、6回失敗した。

## 性能
- ペイロード：23 kg
- 高度：160 km
- 推力：217 kN（離陸時）
- 重量：710 kg
- 直径：0.42 m
- 全長：7.74 m